# Peter Trunk
Peter Trunk (Frankfurt am Main, 17 mei 1936 – New York, 31 december 1973) was een Duitse jazzmuzikant (contrabas, gitaar, cello), -componist en -arrangeur.

## Biografie
Eerst speelde hij bij de Britse trompettist Stu Hamer en de Duitse pianist Werner Giertz. Al in 1957 begeleidde hij Amerikaanse jazzsterren als tenorsaxofonist Zoot Sims en drummer Kenny Clarke, de in 1959 niet minder bekende tenorsaxofonist Stan Getz en de Nederlandse zangeres Rita Reys. Hij werd algemeen bekend door de vroege bands van Albert Mangelsdorff, in wiens Jazz-Ensemble des Hessischen Rundfunks hij ook deelnam. Begin jaren 1960 was hij intern bassist bij de Berlijnse jazzclub Blue Note (zijn collega's waren de Nederlandse pianist Jan Huydts en de Duitse drummer Joe Nay). Het Trio Jan Huydts speelde 20 december 1965 in een VPRO-televisieprogramma; Trunk was de bassist, Cees See de slagwerker. In oktober van dat jaar had Trunk drie composities - Visk l'ampurda, Cheops en Tranquilogy - geleverd voor diezelfde musici, aangevuld met klarinettist/saxofonist Herman Schoonderwalt. 
In 1966 nam hij deel aan de opname van de filmmuziek voor de Will Tremper-film Playgirl. Onder leiding van Peter Thomas zijn ook Klaus Doldinger (saxofoon), Ingfried Hoffmann (hammondorgel) en Rafi Lüderitz (drums) te horen op de soundtrack, die op een Philips lp is uitgebracht.
Trunk werkte later met Klaus Doldinger en speelde van 1967 tot 1971 bij het Kurt Edelhagen Orkest in Keulen. In de jaren voorafgaand aan zijn dood speelde hij ook freejazz in de traditie van Don Cherry en Ornette Coleman, o.a. in het New Jazz Trio met trompettist Manfred Schoof en drummer Cees See. Zijn spel op de contrabas kenmerkte zich door een sonore, volle, ronde toon, melodieuze en ritmische precisie en een keur aan ideeën. Ook zijn spel op de elektrische bas en cello is opmerkelijk. In het voorjaar van 1973 formeerde Peter Trunk zijn octet sincerely p.t. met de koperblazers Manfred Schoof, Shake Keane en Jiggs Whigham, evenals de ritmesectie van Jasper van 't Hof, Sigi Schwab, Peter Trunk, Joe Nay, Curt Cress. De eerste opnamen produceerde hij alleen met de nieuwe formatie. Tijdens de volgende tournee verving Udo Lindenberg Curt Cress, die was overgestapt op Doldingers Passport. Vlak voor de tweede tournee overviel zijn tragische lot hem in New York: op oudejaarsavond 1973 raakte hij dodelijk gewond door een taxichauffeur. Trunk was van eind jaren vijftig tot 1973 een van de toonaangevende jazzmuzikanten in het Europese jazzcircuit.

## Beoordelingen en opdrachten
De producent Siegfried Loch schreef in 1963 in de albumnotities van de lp/cd Trio Conception: 'Peter Trunk is een van de beste, zo niet de beste bassist van Europa'. De Hongaars-Amerikaanse gitarist Attila Zoller zei in 1964 over hem: 'Hij is zo goed zoals de beste bassisten van Amerika vandaag de dag'. Volgens jazzproducent en criticus Joachim-Ernst Berendt was Peter Trunk de beste bassist in de Duitse jazz. Dat bleef zijn hele leven zo. De pianist, publicist en muziekredacteur Michael Naura beschouwt hem zelfs als een van de grootste bassisten aller tijden: De grote bassisten - ik denk aan Jimmy Blanton, Ray Brown, Scott LaFaro en Peter Trunk - waren en zijn in de eerste plaats minder solisten dan integrerende figuren, die gevoelens van veiligheid uitstralen. (jazz-toccata, p. 140). In 1974 vond een basworkshop In Memoriam Peter Trunk plaats met Harry Miller, Buschi Niebergall, Peter Kowald en Ali Haurand. Albert Mangelsdorff zette het muzikaal monument The Wide Point (1975; met Palle Danielsson en Elvin Jones) op de plaat: For Peter net als Sigi Schwab met zijn Requiem for Peter Trunk.

## Overlijden
Peter Trunk overleed in december 1973 op 37-jarige leeftijd.

## Discografie

### Opnamen onder zijn eigen naam
- 1973: Peter Trunk Sincerely P. T. (met Joe Nay, Curt Cress, Sigi Schwab, Jasper van 't Hof, Manfred Schoof, Shake Keane, Jiggs Whigham)

### Opnamen met zijn medewerking (Auswahl)
- 1957: Wolfgang Lauth Quartett (met Werner Pöhlert, Joe Hackbarth): Jazz und Alte Musik
- 1958: Albert Mangelsdorff en zijn Frankfurt All Stars feat. Hans Koller (met Rudi Sehring): Rhein-Main-Jump
- 1958: Albert Mangelsdorff Jazztett (met Rudi Sehring): A Ball With Al
- 1958: Albert Mangelsdorff en het Jazzensemble van de Hessischee Rundfunk (met Rudi Sehring): Die Opa Hirchleitner Story
- 1958: Albert Mangelsdorff Jazztett (met Rudi Sehring): Modern Jazz
- 1955,1959,1977: Stan Getz met het Kurt Edelhagen Orchestra (met Ronnie Stephenson): Stan Getz and the Big Band of Europe
- 1961: Lucky Thompson (met Kenny Clarke): Lord, Lord, Am I Ever Gonna Know?
- 1963: Jan Huydts (met Joe Nay, dr): Trio Conception
- 1963: Klaus Doldinger: Live At Blue Note, Berlin
- 1964: George Gruntz (met Klaus Weiss): Jazz Goes Baroque
- 1964: Attila Zoller (met Klaus Weiss): Heinrich Heine: Lyrik und Jazz
- 1964: Benny Bailey: Midnight in Europe
- 1965: Paul Nero (= Klaus Doldinger): Paul Nero's Blue Sounds
- 1965: Klaus Doldinger (met Cees See): Doldinger in Südamerika
- 1965: Ronnie Ross: Unforgettable Ronnie Ross
- 1965: George Gruntz (met Daniel Humair): Jazz Goes Baroque 2: The Music of Italy
- 1965: Herman Schoonderwalt (met Jan Huydts en Cees See): The Winner (heruitgave 2017)
- 1966: Dusko Goykovich (met Cees See): Swinging Macedonia
- 1966: Peter Thomas: Playgirl
- 1966: Ingfried Hoffmann (met Rafi Lüderitz): From Twen With Love
- 1967: Klaus Doldinger (met Cees See): Doldinger Goes On
- 1967: Oskar Gottlieb Blarr (met Dai Bowen): Dies Stunde deine Zeit
- 1967: Dusko Gojkovich (met Ralf Hübner): Jazz At The Opera
- 1968: Tete Montoliu (met Tootie Heath): Piano for Nuria
- 1968: Ben Webster & Don Byas (met Tootie Heath): Ben Webster Meets Don Byas
- 1968: Volker Kriegel (met Peter Baumeister): With a Little Help from my Friends
- 1970-1971: Peter Herbolzheimer (met Tony Inzalaco): My Kind Of Sunshine
- 1970: The New Jazz Trio (met Cees See): Page One
- 1970: New Jazz Trio (met Manfred Schoof en Cees See): Alternate Takes
- 1971: Volker Kriegel (met Peter Baumeister): Spectrum
- 1971: Bora Roković (met Tony Inzalaco): Ultra Native
- 1972: Kurt Edelhagen (met Ronnie Stephenson): Jazz-Pop
- 1972: Roland Kovac: Love That
- 1972: The New Jazz Trio (met Manfred Schoof, Cees See, Manfred Niehaus, Johannes Fritsch e.a.): Page Two
- 1973: Tiger B. Smith (met Curt Cress):  We'Re the Tiger Bunch
- 1973: Klaus der Geiger (met Curt Cress): Arbeit macht frei
- 1973: Dusko Goykovich: Sketches Of Jugoslavia: A Balkan Jazz Suite